# Licania rigida

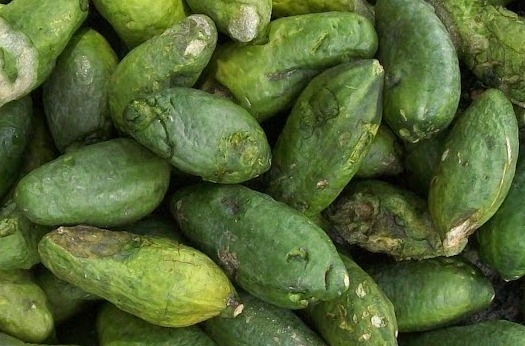
Früchte

Licania rigida oder der Oiticicabaum ist ein Baum in der Familie der Goldpflaumengewächse aus Ostbrasilien.

## Beschreibung
Licania rigida wächst als immergrüner, oft mehrstämmiger Baum, mit ausladender, dichter Krone etwa 8–15 Meter hoch. Der Stammdurchmesser erreicht 60–90 Zentimeter. Die in Schuppen abblätternde Borke ist gräulich bis braun.
Die einfachen, kurz gestielten und wechselständigen Laubblätter sind ledrig und steif sowie oberseits kahl und glänzend. Der kurze Blattstiel ist 5–8 Millimeter lang und besitzt zwei Drüsen. Die Blätter sind ganzrandig, an der Spitze meist abgerundet, selten spitz oder eingebuchtet, ausgerandet und verkehrt-eiförmig bis elliptisch, länglich, seltener eiförmig, sowie etwa 6–15 Zentimeter lang und 3–6,5 Zentimeter breit. Die Blätter sind unterseits behaart und fahlgrün, die Nervatur ist gefiedert und heller. Die kleinen Nebenblätter sind abfallend.
Es werden fein behaarte und achsel- oder endständige rispige Blütenstände an den Zweigenden gebildet. Die Blüten sind an den steifen, spreizenden Seitenachsen, traubig, in kleinen, sehr kurz gestielten, zymösen Gruppen angeordnet. Es sind außen behaarte Trag- und Vorblätter vorhanden. Die fast sitzenden bis kurz gestielten, zwittrigen und gelblichen, sehr kleinen Blüten sind fünfzählig mit doppelter Blütenhülle. Die kleinen Kelchzipfel und Petalen sind feinhaarig. Es sind etwa 10–14, im unteren Teil verwachsene, etwas haarige und kurze, leicht vorstehende Staubblätter sowie einige minimale Staminodien (Zähnchen) vorhanden. Der haarige, einkammerige Fruchtknoten ist mittelständig im becherförmigen und feinhaarigen, gelben Blütenbecher, mit einem haarigen Griffel.
Die glatten, schmal-eiförmigen bis ellipsoiden, spindelförmigen, selten rundlichen, grünen Steinfrüchte sind etwa 3–7 Zentimeter lang. Der länglich-ellipsoide, anfänglich grünliche Steinkern besitzt eine dünne, fibröse und brüchige Schale. Er enthält große, faltige Kotyledonen und einen langen, linearen Embryo, das Endosperm fehlt.

## Taxonomie
Die Erstbeschreibung erfolgte 1840 durch George Bentham in Journal of Botany (Hooker) 2: 220.

## Verwendung
Aus den Samen wird Oiticicaöl gewonnen. Die Früchte werden dazu unreif geerntet, weil dann der Ölgehalt der Samen etwas höher ist.
Die steifen Blätter können zum Polieren verwendet werden.
Das recht schwere Holz ist nicht besonders wertig und wird nur für verschiedene, gröbere Anwendungen genutzt.